# Volant (videojocs)

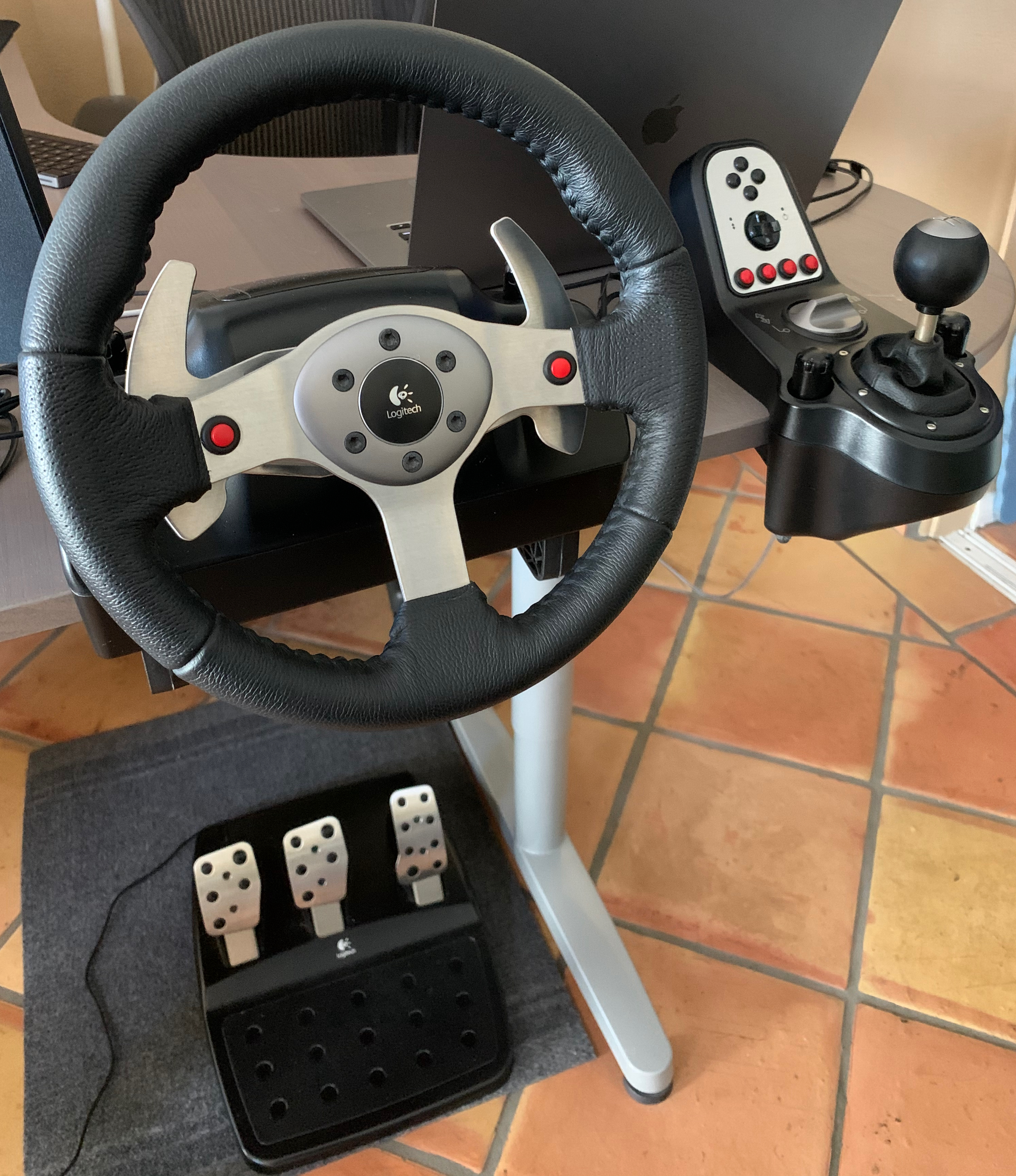
Logitech G25 racing set

Un volant de videojocs (racing wheel en anglés) és un controlador per consoles i ordinadors que permet jugar a jocs de conducció d’una manera molt més realista i precisa que amb un mando o un teclat. Normalment està format per un volant electronic, uns pedals i una palanca de canvis, a vegades porta un embrague. No tots els volants tenen les mateixes característiques, per exemple no tots tenen els mateixos graus de rotació.

## Controls generals
Els volants tenen una forma circular o rectangular. N’hi ha alguns que tenen paletes de canvi al darrere per que sigui mes facil cambiar de marxes i tots tenen alguns botons al mig que segons el joc es poden configurar perquè facin accions determinades, com per exemple encendre o apagar les llums, canviar la visió del cotxe, el fre de mà (en cas que no n'hi hagi un d’extern) entre d'altres.

## Sistema “Force feedback”
El sistema "Force feedback" és un sistema que tenen alguns volants electrònics. Aquest sistema permet crear una sensació molt més realista als jocs de conducció. El que fa és mostrar una resistència al volant en alguns moments determinats.

## Història del sistema “Force feedback”
Els primers volants que es van crear, tenien un sistema de molles que intentaven recrear un “force feedback”, pero no era gaire realista, fins que l'any 1997, Microsoft, va crear i treure al mercat el "Microsoft Sidewinder Force Feedback Wheel". Aquest va ser el primer volant que tenia force feedback. Amb el temps s'ha anat millorant el funcionament perquè la sensació sigui més realista.

## Funcionament del sistema “Force feedback”
Hi ha tres tipus de funcionament de force feedback: amb politges, amb engranatges o "direct drive".
1. Politges: aquest sistema utilitza un motor que multiplica la força amb engranatges que estan connectats amb politges. Aquest sistema té punts més forts com per exemple que els engranatges no estan directament connectats i no es gasten tant, però té desavantatges com per exemple que si es trenca una politja, s'ha de canviar i és difícil.
2. Engranatges: aquest sistema un petit motor, que fa una conversió de parell perquè les forces de resistència cap al volant siguin més fortes o més fluixes.
3. Direct drive: és un sistema que és electrònic i és molt més realista i pot ser més perillós perquè no només ofereix una resistència, sinó que també fa altres moviments, com per exemple si en el joc, el cotxe es xoca, el volant fa el mateix efecte.[2][4]

## Tipus de volants
Hi ha diferents tipus de volants, de carreres de F1, de carreres en general i per derrapar. Els volants de carreres de F1 solen tenir una forma més rectangular, amb palanques de canvi i molts botons al mig. Normalment, tenen només 270 graus de rotació
Els volants de carreres en general tenen una forma circular i poden tenir paletes de canvi o no. També tenen bastants botons al mig.
Els volants per derrapar també tenen una forma circular, tenen molt pocs botons al mig i és molt important que tinguin force feedback. Aquests volants no venen amb paletes de canvi perquè solen venir amb un canvi seqüencial (o en H) i amb un fre de mà.